# Christopher Stevens (diplomat)
John Christopher Stevens (18. dubna 1960 Kalifornii – 11. září 2012 Benghází) byl americký právník a diplomat, od června 2012 až do své smrti v září 2012 velvyslanec Spojených států amerických v Libyi.

## Život
Christopher Stevens se narodil v Grass Valley v Kalifornii ve Spojených státech amerických, na základní školu chodil ve městě Davis a na střední v Piedmontu. Jeho otec byl soudcem a také radním v Davisu, jeho matka hrála na violoncello. Po dokončení střední školy Stevens vystudoval dějiny v bakalářském programu Kalifornské univerzity v Berkeley, který ukončil v roce 1982. V letech 1983 až 1985 učil angličtinu jako dobrovolník Mírových sborů v Maroku. Po návratu do Spojených států vystudoval právo na Kalifornské univerzitě, studium ukončil v roce 1989. Pak byl právníkem specializovaným na zahraniční obchod a sídlil ve Washingtonu, D.C.

### Diplomat
V roce 1991 vstoupil Stevens do služeb Ministerstva zahraničí Spojených států amerických. Sloužil pak v Jeruzalémě, v Damašku, v Káhiře, v Rijádu i doma ve Washingtonu.
Před jmenováním velvyslancem v Libyi zde pracoval už dvakrát, v letech 2007 až 2009 jako zástupce a od dubna 2011 až do listopadu 2011 během Občanské války v Libyi jako zvláštní vyslanec k Dočasné národní přechodné radě. Velvyslancem v Libyi se stal od sedmého června 2012. Zahynul v automobilu při pokusu opustit napadený konzulát, když byla budova zasažena reaktivním granátem, během protiamerických demonstrací vyvolaných zveřejněním amatérského filmu Innocence of Muslims (Nevinnost muslimů).